# Badaling

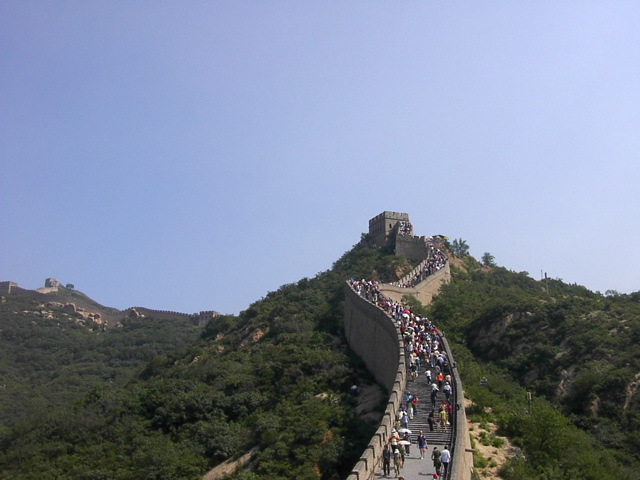
La Grande Muraille à Badaling

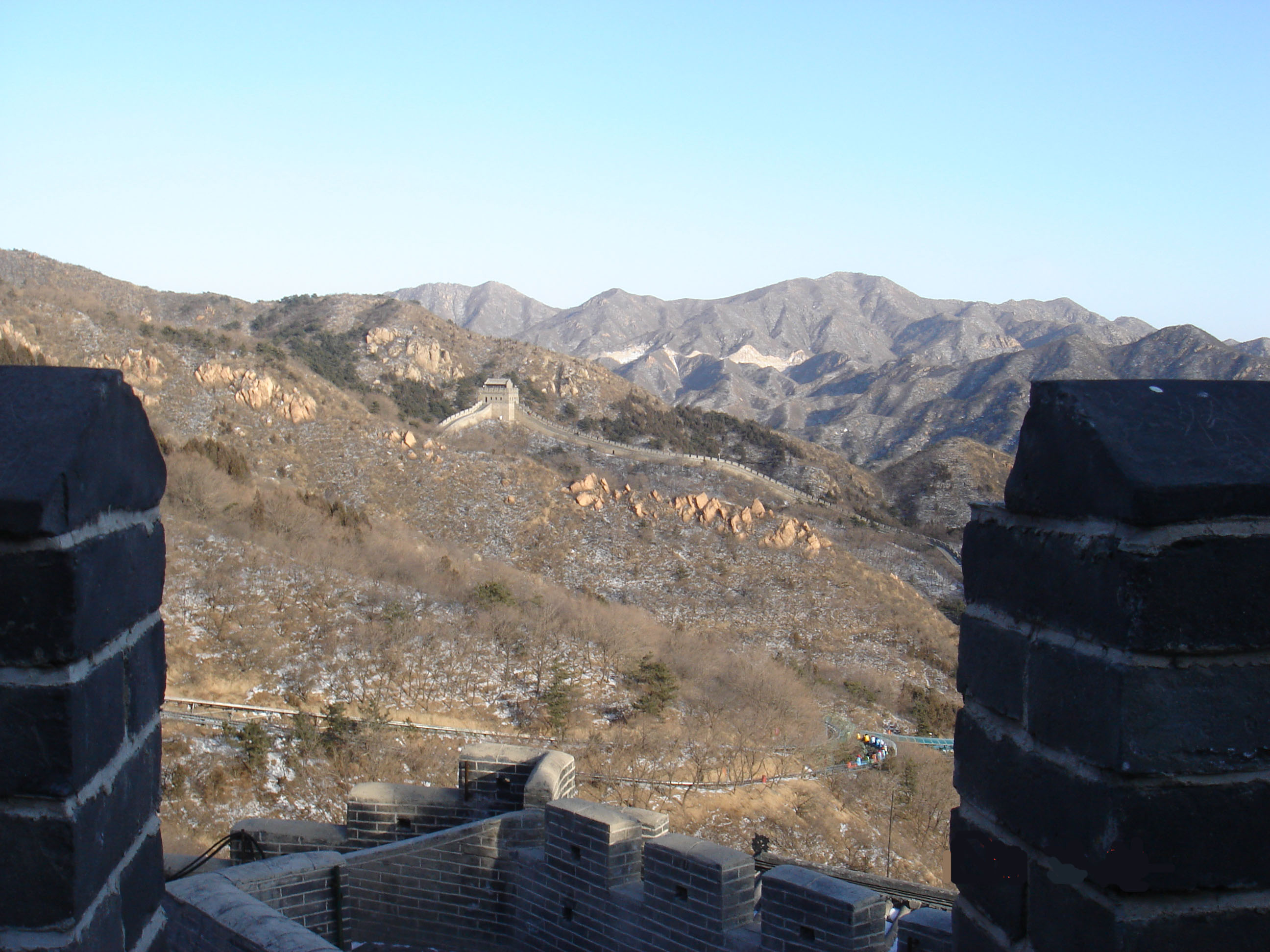
Paysage de Badaling depuis la Grande Muraille

Badaling (Sinogramme simplifié : 八达岭 ; Sinogramme traditionnel : 八達嶺 ; Pinyin : Bādálǐng) est le site de la section la plus visitée de la Grande Muraille, qui couvre environ 80 km au nord-ouest de la ville de Pékin dans le xian de Yanqing. La portion du mur qui traverse le site a été construite pendant la dynastie Ming, sur laquelle on trouve un avant-poste qui témoigne de l'importance stratégique du lieu. Le point culminant de Badaling est Beibalou (sinogramme traditionnel : 北八樓) qui s'élève à environ 1 015 m.
La partie de la Grande Muraille à Badaling a subi une importante rénovation. En 1957, il s'agit de la première portion de la muraille à être ouverte aux touristes. Désormais visitée chaque année par des millions de visiteurs, la zone s'est développée de manière significative. On y trouve des hôtels, restaurants et un téléphérique. En 2001, l'autoroute de Badaling relie Badaling avec le centre de Pékin. La ligne ferroviaire suburbaine S2 permet aux personnes d'y accéder depuis la Gare du Nord de Pékin. Des bus venant de Denshengmen font également fréquemment la navette. Enfin, des agences de voyages proposent des circuits touristes en car depuis Pékin.
Le président Richard Nixon et sa femme, accompagnés du vice-Premier ministre Li Xiannian, ont visité Badaling le 24 février 1972 au cours de sa visite historique. Il s'agit également de cette section de la muraille que Mao Zedong a gravi avec 370 autres dignitaires et célébrités internationaux.
Badaling et l'autoroute ont été le site du circuit d'arrivée du Vélodrome urbain sur route lors des Jeux olympiques d'été de 2008. Les tours de circuit ont traversé les portes de la muraille.